# Svängningsekvationen
Svängningsekvationen, även känd som swingekvationen
 (engelska: swing equation) är en differentialekvation som används inom elektroteknik för att beskriva svängningar av rotorer i synkronmaskiner.
Ett elektriskt kraftsystem består av flera generatorer, dessa är till en stor del synkronmaskiner som arbetar synkront under alla normala driftsförhållanden. Under normala driftsförhållanden är den relativa positionen för en maskins rotoraxel och den resulterande magnetfältsaxeln fixerad. Vinkeln mellan de två är känd som lastvinkeln, vridmomentvinkeln eller rotorvinkeln. Vanligen betecknad med δ. Denna vinkel motsvaras (förenklat) även av vinkeln mellan elektromotorisk kraft (EMK) och terminalspänning. 
Under varje förändring eller störning bromsar eller accelererar rotorn i förhållande till den synkront roterande magnetomotoriska kraften i luftgapet, vilket skapar en relativ rörelse. Ekvationen som beskriver denna relativa rörelse är känd som svängningsekvationen, och är en olinjär andra ordningens differentialekvation. Effektutbytet mellan den mekaniska rotorn och det elektriska nätet på grund av rotorns svängning (acceleration och retardation) kallas tröghetsrespons.

## Vinkelhastighet i synkronmaskiner
Ett elnät har normal en vinkelfrekvens given av nätfrekvensen (i Sverige och Finland är den 50Hz, i USA 60Hz).  Det vill säga vinkelfrekvensen
{\displaystyle \omega _{0}=2\pi f}
Vinkelhastigheten ω på rotorn i en synkronmaskin uttrycks av derivatan av rotorns vinkel θ
{\displaystyle \omega ={\frac {d{\theta }}{dt}}}
Vanligtvis är rotorns vinkelhastighet densamma som nätets vinkelfrekvens.
Men om man räknar med förändringar i lastvinkeln δ så blir den totala 
vinkelhastigheten uttryckt som
{\displaystyle \omega =\omega _{0}+{\frac {d{\delta }}{dt}}}
En förändring av vinkeln uttrycker därmed en relativ skillnad i hastighet, genom
{\displaystyle {\frac {d{\delta }}{dt}}=\omega -\omega _{0}}

## Härledning av ekvationen
Ekvationen har sin grund i Newtons rörelselagar, och kan härledas från Newtons andra lag i ett cylindriskt (roterande) koordinatsystem, där vridmomentet för vinkelaccelerationen ges av 
{\displaystyle T_{a}=J{\frac {d{\omega }}{dt}}}
Detta skrivs om som ett uttryck av lastvinkeln, baserat på skillnaden mellan mekaniskt vridmoment på rotoraxeln och det elektriska vridmomentet
{\displaystyle J{\frac {d^{2}{\delta }}{dt^{2}}}=T_{a}=T_{\text{m}}-T_{\text{e}}}
Sambandet skrivs sedan om som effekter, genom att multiplicera med vinkelhastigheten
{\displaystyle J\omega {\frac {d^{2}{\delta }}{dt^{2}}}=P_{a}=P_{\text{m}}-P_{\text{e}}}

## Tillämpat för elektriska nät
Inom ingenjörsarbete och studier av frekvensstabilitet inför man ofta förenklande tröghetskonstanter.
Ett sätt är genom tröghetskonstanten M=Jω, så att ekvationen då blir
{\displaystyle M{\frac {d{\omega }}{dt}}=P_{\text{m}}-P_{\text{e}}}
det beskriver då hur vinkelhastigheten förändras av förändringar i effektbalansen, även uttryckt som
{\displaystyle {\frac {d{\omega }}{dt}}={\frac {P_{\text{m}}-P_{\text{e}}}{M}}}
Ett annat vanligt sätt att uttrycka det är genom svängmassan som ges av produkten HS, dvs
{\displaystyle HS={\frac {J\omega ^{2}}{2}}}
Detta kan även uttryckas som kinetisk rotationsenergi normerat efter märkeffekten, som ger en tröghetskonstant uttryckt av
{\displaystyle H={\frac {E_{\text{kin}}}{S_{\text{n}}}}={\frac {J\omega _{0}^{2}}{2S_{\text{n}}}}}
detta ger ett enhetslöst samband i enheten "per unit" (eller procent), som då ges av
{\displaystyle 2H{\frac {S_{\text{n}}}{\omega _{0}^{2}}}\omega {\frac {d^{2}{\delta }}{dt^{2}}}=P_{\text{m}}-P_{\text{e}}=P_{a}}.
Vilket kan användas för att beskriva att förändringar i frekvensen beror på förändringar i effekten
{\displaystyle {\frac {df}{dt}}={\frac {\Delta P}{2H}}}
En stamnätsägare (TSO) har normalt ansvar att frekvensen i elnätet hålls stabil. Den rollen sköts i Sverige av affärsverket Svenska kraftnät, som ansvarar för att effektbalansen ger frekvensen 50Hz.